# Willy Geurts
Pour les articles homonymes, voir Geurts.
Willy Geurts, né le 30 janvier 1954 à Hasselt en Belgique, est un footballeur international belge actif durant les années 1970 et 1980. Il joue au poste d'attaquant et compte deux titres de champion de Belgique à son palmarès, remportés avec le Sporting Anderlecht et le Standard de Liège. Il est surnommé Willy den bomber en raison de sa puissance de frappe. Après sa carrière, il devient entraîneur durant quelques saisons puis se retire complètement du monde du football.

## Biographie

### En club

#### Débuts en Division 3 et révélation à l'Antwerp
Willy Geurts commence le football à douze ans dans le club de K Hoeselt VV. Il intègre l'équipe première en 1972 et joue durant trois saisons en Division 3. Buteur prolifique, il est repéré par l'entraîneur de l'Antwerp, Guy Thys, qui l'amène au club anversois juste avant de prendre la direction des « Diables Rouges » en 1976. Il dispute son premier match officiel en Division 1 le 16 janvier 1977 lors d'un déplacement au FC Malines. Le match se termine sur le score de deux buts partout, les deux réalisations anversoises étant l'œuvre de Willy Geurts après 30 et 35 minutes de jeu. Il joue au total 17 matches lors de sa première saison et inscrit neuf buts. Il devient un titulaire indiscutable dans l'attaque anversoise et est le meilleur buteur du club lors des trois saisons qui suivent. Ses prestations lui valent d'être appelé en équipe nationale pour la première fois le 22 mars 1978 pour disputer un match amical face à l'Autriche. Il inscrit le seul but du match peu avant la mi-temps.

#### Deux titres de champion de Belgique
En 1980, il est recruté par le RSC Anderlecht. Il inscrit onze buts en 24 matches lors de sa première saison, au terme de laquelle il remporte son premier titre de champion de Belgique. La saison suivante, il marque douze fois en championnat, deux fois en Coupe et cinq fois en Coupe d'Europe. Il dispute son dernier match avec les « Mauves et blancs » le 5 mai 1982 face au Cercle de Bruges puis, convaincu par Raymond Goethals
, il rejoint le rival national, le Standard de Liège, où il retrouve son ancien équipier néerlandais Arie Haan, parti un an plus tôt dans la Cité Ardente.
Au Standard, Willy Geurts est confronté à la concurrence de Benny Wendt et Heinz Gründel. Il n'est pas souvent titulaire et n'inscrit que quatre buts en championnat durant la saison 1982-1983 et trois buts en Coupe de Belgique. Il remporte toutefois un second titre national puis quitte le club pour s'engage au KFC Winterslag, tout juste relégué en Division 2. Il y joue un an, l'équipe ne parvenant pas à remonter parmi l'élite malgré ses 19 buts.

#### Dernières années en Division 1 et fin de carrière dans les séries inférieures
Àgé alors de trente ans, Willy Geurts a l'occasion de revenir en Division 1 en s'engageant au RFC Liégeois. Il prouve qu'il n'a pas perdu son sens du but et score 24 fois en deux saisons sous le maillot « Sang et marine ». C'est lui qui inscrit le 2000e but du club en match officiel, lors d'un match contre l'Antwerp durant la saison 1984-1985. Il quitte ensuite le club et la Division 1 définitivement.
Durant l'été 1986, Willy Geurts rejoint l'ambitieux FC Assent, promu en deuxième division. Il y croise la route notamment de Bert van Marwijk, ancien international néerlandais qui vient disputer la dernière saison de sa carrière au club. En 1988, le club est absorbé par son voisin du KFC Diest. Il joue un an pour la nouvelle équipe fusionnée, sous le nom de KTH Diest. Il rejoint ensuite le FC Prayon, en Promotion. Il y devient le meilleur buteur des divisions nationales en 1990 avec 25 buts, puis est nommé entraîneur du club, tout en conservant son statut de joueur pendant un an, avant de prendre sa retraite sportive en mai 1991.

#### Brève carrière d'entraîneur et reconversion
Willy Geurts entraîne le SK Meeuwen, un club évoluant dans les séries provinciales, durant un an. En 1992, il est nommé à la tête du K Hoeselt VV, son club formateur, relégué en première provinciale après 24 saisons consécutives dans les divisions nationales. Il dirige le club pendant quatre saisons, au cours desquelles le club est relégué en deuxième provinciale. En 1996, il quitte ses fonctions et s'éloigne définitivement du monde du football. Il devient ensuite représentant de commerce pour une société de carrelages.

## Statistiques

### En club
| Saison                | Club                  | Championnat           | Championnat | Championnat | Coupe(s) nationale(s) | Coupe(s) nationale(s) | Compétition(s) continentale(s) | Compétition(s) continentale(s) | Compétition(s) continentale(s) | Total | Total |
| Saison                | Club                  | Division              | M.          | B.          | M.                    | B.                    | Comp.                          | M.                             | B.                             | M.    | B.    |
| 1972-1973             | Hoeselt VV            | Promotion C (D4)      | -           | -           | -                     | -                     | -                              | -                              | -                              | 0     | 0     |
| 1973-1974             | Hoeselt VV            | Division 3A           | -           | -           | -                     | -                     | -                              | -                              | -                              | 0     | 0     |
| 1974-1975             | Hoeselt VV            | Division 3B           | -           | -           | -                     | -                     | -                              | -                              | -                              | 0     | 0     |
| 1975-1976             | Hoeselt VV            | Division 3B           | -           | -           | -                     | -                     | -                              | -                              | -                              | 0     | 0     |
| Sous-total            | Sous-total            | Sous-total            | 88          | 53          | -                     | -                     | -                              | -                              | -                              | 88    | 53    |
| 1976-1977             | Royal Antwerp FC      | Division 1            | 17          | 10          | -                     | -                     | -                              | -                              | -                              | 17    | 10    |
| 1977-1978             | Royal Antwerp FC      | Division 1            | 31          | 20          | 3                     | 3                     | -                              | -                              | -                              | 34    | 23    |
| 1978-1979             | Royal Antwerp FC      | Division 1            | 33          | 15          | 1                     | 0                     | CI                             | 2                              | 3                              | 36    | 18    |
| 1979-1980             | Royal Antwerp FC      | Division 1            | 31          | 10          | 2                     | 1                     | -                              | -                              | -                              | 33    | 11    |
| Sous-total            | Sous-total            | Sous-total            | 112         | 55          | 6                     | 4                     | -                              | 2                              | 3                              | 120   | 62    |
| 1980-1981             | RSC Anderlecht        | Division 1            | 24          | 11          | 1                     | 0                     | C3                             | -                              | -                              | 25    | 11    |
| 1981-1982             | RSC Anderlecht        | Division 1            | 30          | 12          | 3                     | 2                     | C1                             | 8                              | 5                              | 41    | 19    |
| Sous-total            | Sous-total            | Sous-total            | 54          | 23          | 4                     | 2                     | -                              | 8                              | 5                              | 66    | 30    |
| 1982-1983             | Standard de Liège     | Division 1            | 22          | 4           | -                     | -                     | C1                             | 4                              | 0                              | 26    | 4     |
| 1983-1984             | KFC Winterslag        | Division 2            | 30          | 19          | -                     | -                     | -                              | -                              | -                              | 30    | 19    |
| 1984-1985             | RFC Liège             | Division 1            | 34          | 14          | -                     | -                     | -                              | -                              | -                              | 34    | 14    |
| 1985-1986             | RFC Liège             | Division 1            | 32          | 10          | -                     | -                     | CI+C3                          | 2+4                            | 0                              | 38    | 10    |
| Sous-total            | Sous-total            | Sous-total            | 66          | 24          | -                     | -                     | -                              | 6                              | 0                              | 72    | 24    |
| 1986-1987             | FC Assent             | Division 2            | 35          | 9           | 2                     | 1                     | -                              | -                              | -                              | 37    | 10    |
| 1987-1988             | FC Assent             | Division 2            | 28          | 5           | -                     | -                     | -                              | -                              | -                              | 28    | 5     |
| Sous-total            | Sous-total            | Sous-total            | 63          | 14          | 2                     | 1                     | -                              | -                              | -                              | 65    | 15    |
| 1988-1989             | KTH Diest             | Division 2            | 28          | 9           | -                     | -                     | -                              | -                              | -                              | 28    | 9     |
| 1989-1990             | Prayon FC             | Promotion C (D4)      | 29          | 25          | 1                     | 0                     | -                              | -                              | -                              | 30    | 25    |
| 1990-1991             | Prayon FC             | Promotion D (D4)      | 7           | 2           | -                     | -                     | -                              | -                              | -                              | 7     | 2     |
| Sous-total            | Sous-total            | Sous-total            | 36          | 27          | 1                     | 0                     | -                              | -                              | -                              | 37    | 27    |
| Total sur la carrière | Total sur la carrière | Total sur la carrière | 499         | 228         | 13                    | 7                     | -                              | 20                             | 8                              | 532   | 243   |

### En sélections nationales
| Saison                | Sélection             | Phases finales        | Phases finales | Phases finales | Phases finales | Éliminatoires CDM | Éliminatoires CDM | Éliminatoires CDM | Éliminatoires EURO | Éliminatoires EURO | Éliminatoires EURO | Matchs amicaux | Matchs amicaux | Matchs amicaux | Total | Total | Total |
| Saison                | Sélection             | Compétition           | M              | B              | Pd             | M                 | B                 | Pd                | M                  | B                  | Pd                 | M              | B              | Pd             | M     | B     | Pd    |
| --------------------- | --------------------- | --------------------- | -------------- | -------------- | -------------- | ----------------- | ----------------- | ----------------- | ------------------ | ------------------ | ------------------ | -------------- | -------------- | -------------- | ----- | ----- | ----- |
| 1977-1978             | Belgique              | -                     | -              | -              | -              | -                 | -                 | -                 | -                  | -                  | -                  | 2              | 1              | 0              | 2     | 1     | 0     |
| 1978-1979             | Belgique              | -                     | -              | -              | -              | -                 | -                 | -                 | 2                  | 0                  | 0                  | -              | -              | -              | 2     | 0     | 0     |
| 1981-1982             | Belgique              | -                     | -              | -              | -              | -                 | -                 | -                 | -                  | -                  | -                  | 2              | 0              | 0              | 2     | 0     | 0     |
| Total sur la carrière | Total sur la carrière | Total sur la carrière | -              | -              | -              | -                 | -                 | -                 | 2                  | 0                  | 0                  | 4              | 1              | 0              | 6     | 1     | 0     |

### Matchs internationaux
| Matchs internationaux de Willy Geurts, | Matchs internationaux de Willy Geurts, | Matchs internationaux de Willy Geurts,              | Matchs internationaux de Willy Geurts, | Matchs internationaux de Willy Geurts, | Matchs internationaux de Willy Geurts, | Matchs internationaux de Willy Geurts, | Matchs internationaux de Willy Geurts,                                    |
| #                                      | Date                                   | Lieu                                                | Adversaire                             | Résultat                               | Compétition                            | Club                                   | Notes                                                                     |
| -------------------------------------- | -------------------------------------- | --------------------------------------------------- | -------------------------------------- | -------------------------------------- | -------------------------------------- | -------------------------------------- | ------------------------------------------------------------------------- |
| 1                                      | 22 mars 1978                           | Stade du Mambourg, Charleroi, Belgique              | Autriche                               | V 1 - 0                                | Match amical                           | Royal Antwerp FC                       | Titulaire et buteur.                                                      |
| 2                                      | 19 avril 1978                          | Ernst-Grube-Stadion, Magdebourg, Allemagne de l'Est | Allemagne de l'Est                     | N 0 - 0                                | Match amical                           | Royal Antwerp FC                       | Titulaire.                                                                |
| 3                                      | 20 septembre 1978                      | Stade Daknam, Lokeren, Belgique                     | Norvège                                | N 1 - 1                                | Éliminatoires de l'Euro 1980           | Royal Antwerp FC                       | Entre en jeu à la place de Paul Courant à la 46e minute de jeu.           |
| 4                                      | 28 mars 1979                           | Stade Emile Versé, Bruxelles, Belgique              | Autriche                               | N 1 - 1                                | Éliminatoires de l'Euro 1980           | Royal Antwerp FC                       | Entre en jeu à la place de Julien Cools à la 70e minute de jeu.           |
| 5                                      | 16 décembre 1981                       | Stade Luis Casanova, Valence, Espagne               | Espagne                                | D 0 - 2                                | Match amical                           | RSC Anderlecht                         | Entre en jeu à la place d'Alexandre Czerniatynski à la 63e minute de jeu. |
| 6                                      | 24 mars 1982                           | Stade du Heysel, Bruxelles, Belgique                | Roumanie                               | V 4 - 1                                | Match amical                           | RSC Anderlecht                         | Entre en jeu à la place d'Erwin Vandenbergh à la 78e minute de jeu.       |

### Buts internationaux
| Buts internationaux de Willy Geurts, | Buts internationaux de Willy Geurts, | Buts internationaux de Willy Geurts,   | Buts internationaux de Willy Geurts, | Buts internationaux de Willy Geurts, | Buts internationaux de Willy Geurts, | Buts internationaux de Willy Geurts, | Buts internationaux de Willy Geurts, | Buts internationaux de Willy Geurts, | Buts internationaux de Willy Geurts, |
| #                                    | Date                                 | Lieu                                   | Adversaire                           | Résultat                             | Compétition                          | Détail                               | Détail                               | Détail                               | Cape                                 |
| ------------------------------------ | ------------------------------------ | -------------------------------------- | ------------------------------------ | ------------------------------------ | ------------------------------------ | ------------------------------------ | ------------------------------------ | ------------------------------------ | ------------------------------------ |
| 1                                    | 22 mars 1978                         | Stade du Mambourg, Charleroi, Belgique | Autriche                             | V 1 - 0                              | Match amical                         | 42e                                  | de la tête                           | 1-0                                  | 1re                                  |

## Palmarès

### En club
|  |  | RSC Anderlecht - Championnat de Belgique (1) : - Champion : 1981 |  | Standard de Liège - Championnat de Belgique (1) : - Champion : 1983 |  | RFC Liège - Coupe de la Ligue (1) : - Vainqueur : 1986 |